# Cosmosoma watsoni
Cosmosoma watsoni là một loài bướm đêm thuộc phân họ Arctiinae, họ Erebidae.